# 柏林國際廣播展

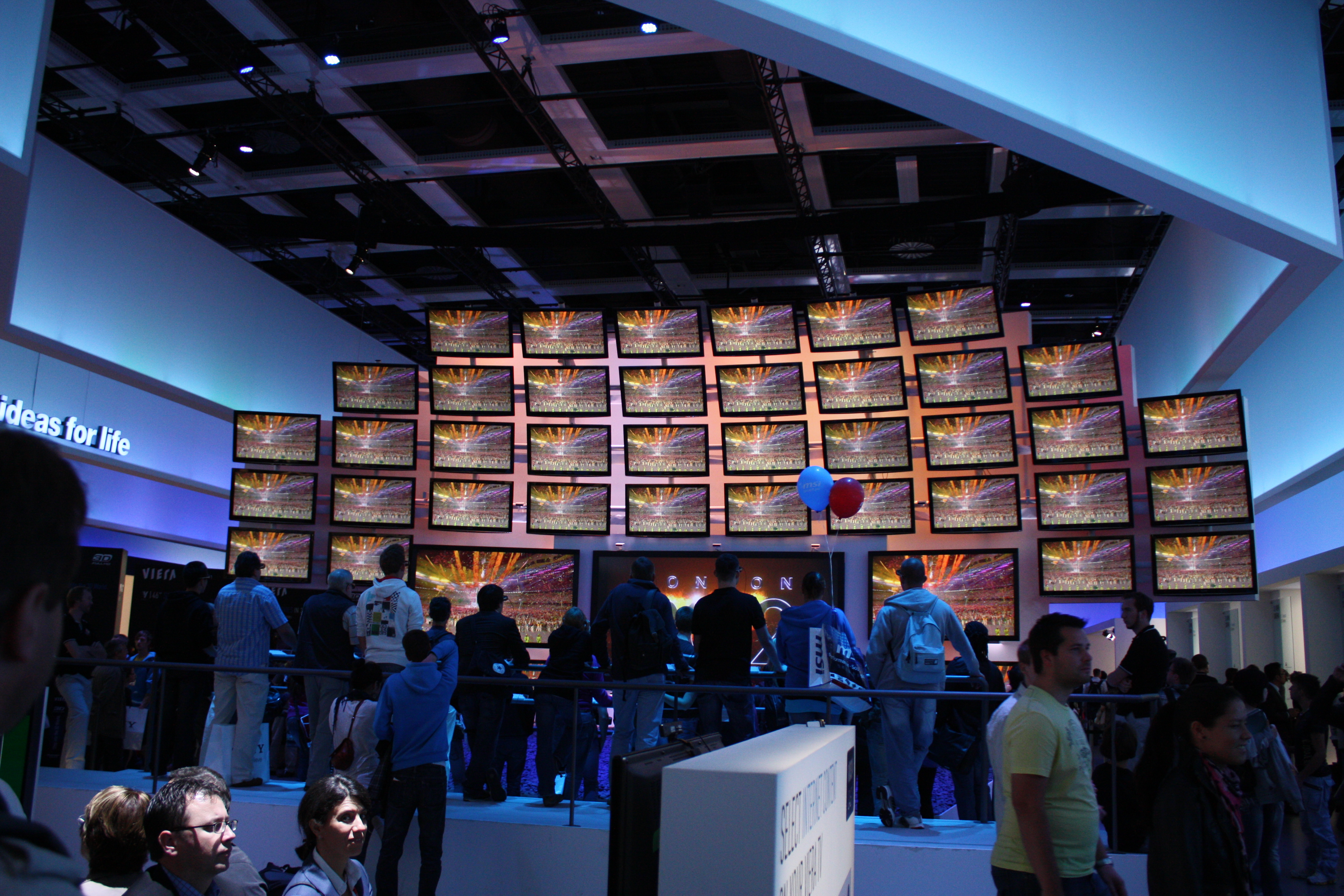
2010年的柏林國際廣播展

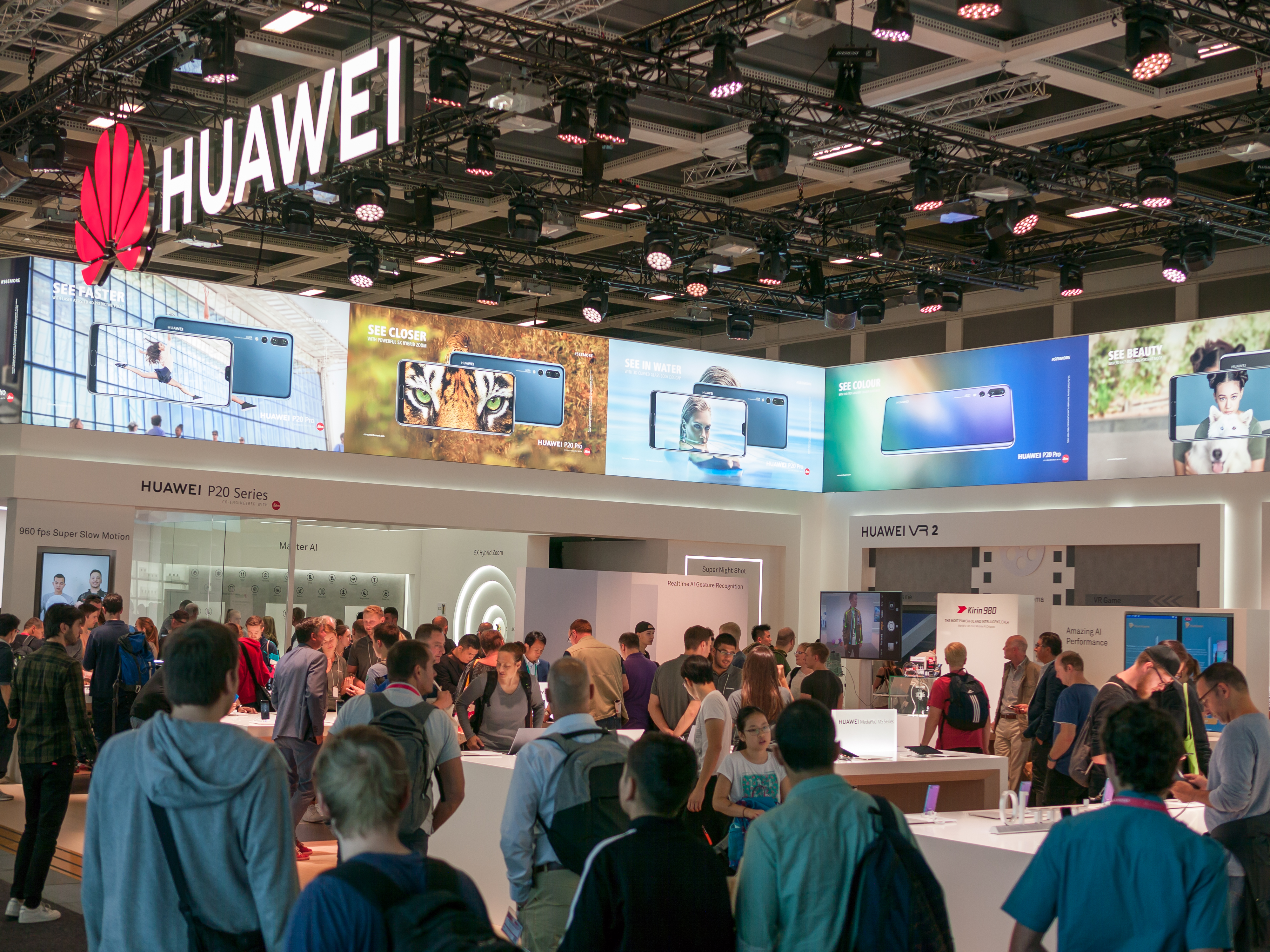
华为公司在IFA上的展台

柏林國際廣播展（德語：Internationale Funkausstellung Berlin，縮寫 IFA），英文发音：(/ˈifɑː/ EE-fah)，又稱柏林國際電子消費品展覽會，是德国最大的工业博览会之一，也是德國当前最具規模的電子產品博覽會之一，源於1924年。在第二次世界大戰後為兩年舉行一次。由於市場需求上升，故在2005至2006年起則改為每年舉辦。自2008年起，IFA 加入以家庭電器為主題的展覽館。
IFA让参展者有机会去向普通大众展示他们最新产品和研究成果，在它首次举办以来，亮相了许多轰动全球的发明与创造。
2015年举办的IFA 2015是欧洲最大的科技展，约有24.5万名访客和1645家参展商。

## 历史

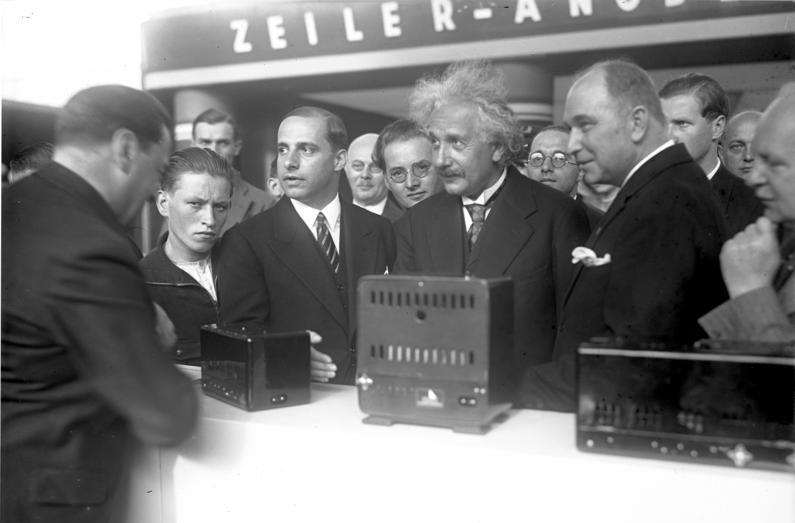
爱因斯坦在1930年柏林国际广播展开幕式

1931年在IFA上，德国物理学家和发明家Manfred von Ardenne公开展示使用了阴极射线管的用于传输和接收的电视系统。
1933年，由纳粹赞助的无线电接收机设计——the volksempfanger(VE 301W)，由Joseph Goebbels博士推出。
1938年，DKE 38紧随其后推出。
1935年8月在IFA上，由Emil Rathenau的AEG（创于1883年），展示了首个实用录音机——the Magnetophon K1.
1939年，平价电视The Einheits-Fernseh-Empfänger E1推出，本计划将大规模量产，但由于二战的爆发，被迫作罢。同时，基于Werner Flechsig的发明的彩色电视也于本次展会上推出。
以2007年的數據計算，IFA吸引全球超過1200多名參展商，以及接待來自32個國家近22萬名參觀者，在會場內達成的訂單總數，更超越27.5億欧元。

## 相关展会
消费电子展
世界移动通信大会